# Шерзинг, Петра
Петра Шерзинг, в девичестве Мюллер (нем. Petra Müller-Schersing; род. 18 июля 1965, Кведлинбург, Галле) — восточногерманская легкоатлетка, специалистка по бегу на короткие дистанции. Выступала за сборную ГДР по лёгкой атлетике в 1980-х годах, обладательница серебряной и бронзовой медалей летних Олимпийских игр в Сеуле, чемпионка мира, двукратная чемпионка Европы, победительница и призёрка первенств национального значения.

## Биография
Петра Шерзинг родилась 18 июля 1965 года в Кведлинбурге, ГДР. Проходила подготовку в городе Галле в местном спортивном клубе «Хеми Галле» под руководством тренера Харольда Вернера.
Впервые заявила о себе в лёгкой атлетике на международном уровне в сезоне 1983 года, когда вошла в состав восточногерманской национальной сборной и выступила на юниорском европейском первенстве в Швехате, где одержала победу в индивидуальном беге на 400 метров и в эстафете 4 × 400 метров.
Начиная с 1985 года соревновалась среди взрослых спортсменок, в частности в этом сезоне побывала на Кубке Европы в Москве, став второй в эстафете 4 × 400 метров.
В 1986 году выиграла серебряную медаль на дистанции 400 метров на чемпионате Европы в помещении в Мадриде, тогда как на чемпионате Европы в Штутгарте взяла бронзу в индивидуальном беге на 400 метров и получила золото в эстафете 4 × 400 метров.
В 1987 году на чемпионате мира в помещении в Индианаполисе на 400-метровой дистанции дошла до стадии полуфиналов. На Кубке Европы в Праге была лучшей в беге на 400 метров и стала второй в эстафете 4 × 400 метров. На чемпионате мира в Риме в тех же дисциплинах завоевала серебряную и золотую награды соответственно.
В 1988 году победила в беге на 400 метров на чемпионате Европы в помещении в Будапеште. Благодаря череде удачных выступлений удостоилась права защищать честь страны на летних Олимпийских играх в Сеуле — в индивидуальном беге на 400 метров стала серебряной призёркой, уступив в финале только советской бегунье Ольге Брызгиной, в то время как в эстафете 4 × 400 метров выиграла бронзовую олимпийскую медаль. По итогам сезона награждена орденом «За заслуги перед Отечеством» в серебре.
После сеульской Олимпиады Шерзинг ещё в течение некоторого времени оставалась действующей спортсменкой и продолжала принимать участие в крупнейших международных стартах. Так, в 1990 году она отметилась выступлением на чемпионате Европы в Сплите, где получила серебро в индивидуальном беге на 400 метров и завоевала золото в эстафете 4 × 400 метров.
Помимо занятий спортом изучала растениеводство, впоследствии по завершении спортивной карьеры работала физиотерапевтом.
Замужем за известным восточногерманским бегуном-спринтером Матиасом Шерзингом, так же участвовавшем в Олимпиаде в Сеуле.